# 프루슈쿠프군

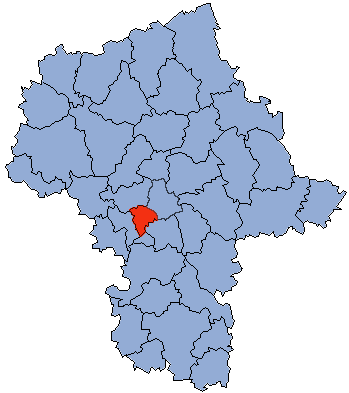
마조프셰주 지도에 표시된 프루슈쿠프군의 위치

프루슈쿠프군(폴란드어: powiat pruszkowski)은 폴란드 마조프셰주에 위치한 군으로 군청 소재지는 프루슈쿠프이며 면적은 246.31km2, 인구는 165,039명(2019년 기준), 인구 밀도는 670명/km2이다.
북쪽으로는 서바르샤바군, 동쪽으로는 바르샤바시, 남동쪽으로는 피아세치노군, 서쪽으로는 그로지스크군과 접한다. 6개 지방 자치체(2개 도시, 1개 도시형 농촌, 3개 농촌)를 관할한다.

군기
군 문장